# Jonathan Bond
Jonathan Bond (Hemel Hempstead, 19 maggio 1993) è un calciatore inglese con cittadinanza gallese, portiere dello Houston Dynamo.